# 前田卯之助
前田 卯之助（まえだ うのすけ、1877年（明治10年）11月18日 - 1937年（昭和12年）7月13日）は、日本の実業家、政治家。立憲民政党所属の衆議院議員。

## 経歴
兵庫県二方郡居組村（現:美方郡新温泉町居組）で前田利助の二男として生まれる。1903年、明治法律学校を卒業。
1905年12月、函館に移り、尼崎汽船会社を経て、函館商船 (株) を設立して社長となるが、1917年に倒産。その後、函館時事新聞社社長となる。
政界では、北海道会議員、同参事会員、函館市会議員、同参事会員を歴任。1918年7月、第13回衆議院議員総選挙補欠選挙で北海道庁函館外三支庁管内から出馬して初当選し、さらに1930年2月の第17回総選挙で北海道第3区から出馬して当選し、衆議院議員を二期務めた。